# 亞比安道 (渥太華)

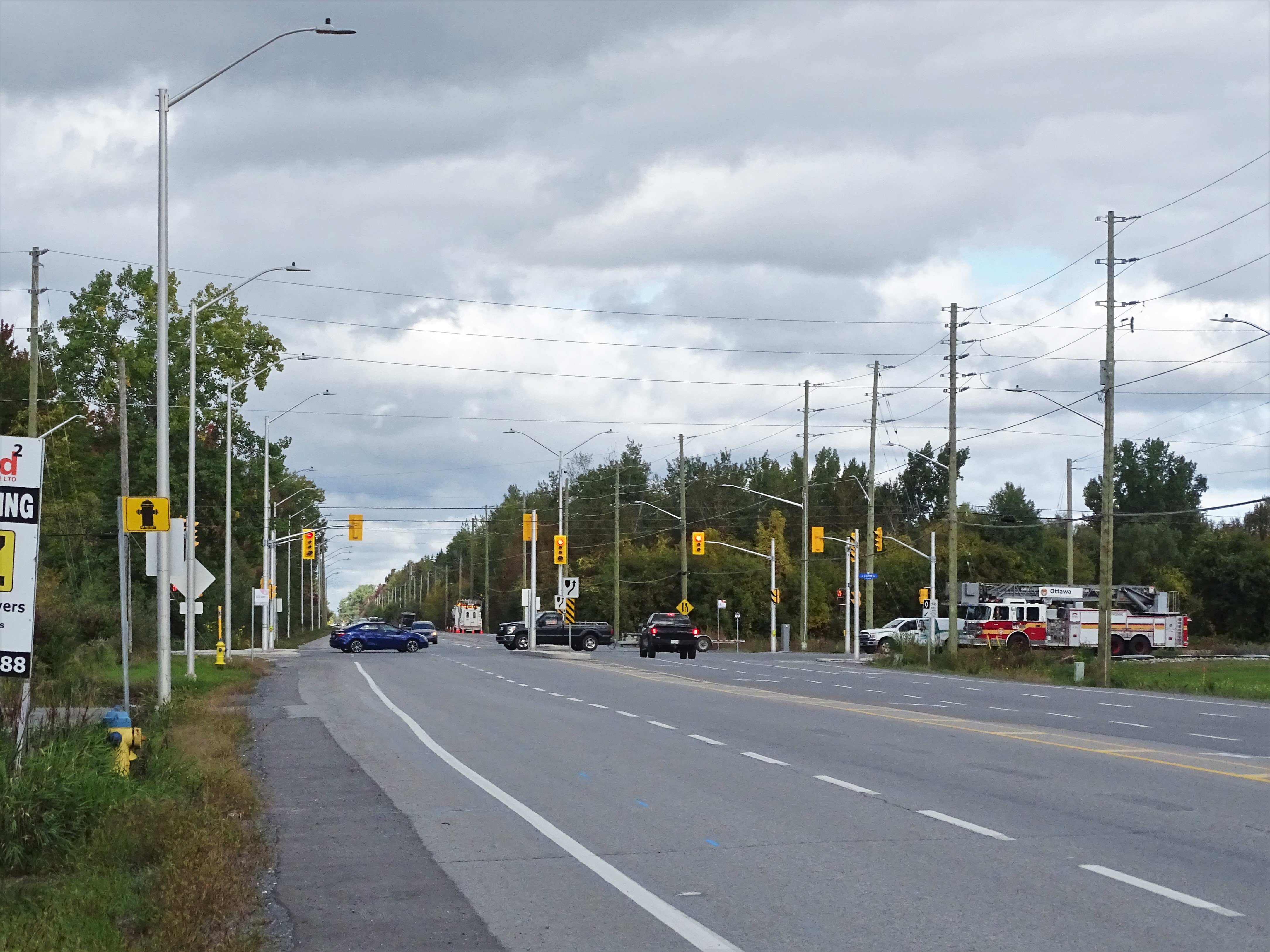
亞比安道北望利特林道（Leitrim Road）

亞比安道（英語：Albion Road）是加拿大安大略省渥太華南部的一條南北向道路。
道路北起屈利道，初為一條穿過住宅區的小街道，後於狩獵會道及銀行街處短暫成為主幹路，然後穿過花開公園社區。
在利斯達道（Lester Road）以南，道路繼續向南延伸，進入渥太華的鄉郊地區。作為一條次幹路，它也是渥太華麥當勞-卡蒂埃國際機場的東部邊界。亞比安道繼續穿過渥太華的鄉郊地區，南迄格里利西北部的米治奧雲斯道。
2021年9月，該道路發生槍擊事件，四人被捕。